# Бела Крлежа
Бела Крлежа (Сењ, 26. октобар 1896 — Загреб, 23. април 1981) је била хрватска и југословенска позоришна глумица српског порекла.

## Биографија
Лепосава Кангрга, хрватска глумица познатија као Бела Крлежа, рођена је у Сењу 26. октобра 1896. у српској породици из Лике. Бела је као јединица била изузетно везан за породице својих дедова (Кангрга, Вуксан, Чутурило). Отац Милан Кангрга је био поштански чиновник, а мајка Катарина Вуксан, ћерка острвског трговца. Заједно са родитељима преселила се 1903. из Сења у Загреб, где је дипломирала. У Универзитетској библиотеци радила је једну школску годину (1920/21). Глумица је приватно студирала глуму, а 1929. примљена је у Хрватско народно казалиште у Загребу, где је дебитовала у премијери драме Господа Глембајеви у улози баронице Кастели. Аутор те представе био је њен супруг, угледни хрватски писац Мирослав Крлежа. Поред баронице Кастели, оживела је и Крлежине ликове Лауру Ленбах и Мадлен Петровну у представи „У агонији“, Мелиту и Клару у „Леди“, и Ливију Анчилу и Клару Аниту у „Аретеју“.
Играла је запажене улоге у Нушићевим и Држићевим комедијама, као и у Ибзеновим, Толстојевим и Горкијевим драмама.
Крлежу је упознала 1910. Умрла је 23. априла 1981. у Загребу, а сахрањена је на Мирогоју. На адреси Гвозд 23, где су Бела и Мирослав Крлежа живели од 1952., данас је ту њихов стан уређен као изложбени простор који је отворен за посетиоце.

## Извори
1. ↑  Dara Janeković: Susreti s poviješću, Zagreb : Prometej, 2000.,  953-6460-12-2, str. 316.
2. 1 2 3 4  Enciklopedijski članak KRLEŽA, Bela, U: Velimir Visković, ur., Krležijana, sv. 1 : A – Lj, Zagreb : Leksikografski zavod Miroslava Krleže, 1993.,  953-6036-11-8 (sv. 1),  953-6036-12-6 (cjelina), str. 502.
3. ↑  Lasić, Stanko (1989). Krležologija, ili, Povijest kritičke misli o Miroslavu Krleži. Biblioteka Posebna izdanja. Zagreb: Globus. ISBN 978-86-343-0596-8.